# ياوندي
ياوندي أو ياوُندة عاصمة الكاميرون وثاني المدن حجما بعد دوالة وتقع وسط البلاد على ارتفاع 720 متر فوق مستوى البحر.

## السفارات
معظم السفارات في الكاميرون تقع في منطقة باستوس بالقرب من قصر الرئاسة وقريبة من سكن السفراء ورؤساء البعثاث. منها المملكة العربية السعودية مصر المغرب الجزائر تونس الولايات المتحدة

## الفنادق
الهلتون وماونت فيبي

## المساجد
يوجد عدد من المساجد في العاصمة ياوندي أهمها وأكبرها جامع الملك فهد في وسط العاصمة.

## المدارس
معظم مدارس العاصمة باللغة الفرنسية ويوجد في ياوندي مدرسة أمريكية ومسيحية باللغة الإنجليزية

## توأمة
لياوندي اتفاقيات توأمة مع كل من:
- أوديني
- شنيانغ

## أعلام
- روجيه ميلا
- جيني إيرين بيا
- ميشيل بنسيه
- نيكولاس نكولو
- تيوفيل أبيغا
- أشيل إيمانا
- سيفيرين سيسيل أبيغا
- إيلي أونانا
- صامويل أومتيتي
- لويس بول مفيديه